# Пера Тодоровић
Петроније Тодоровић (Водице, 2. мај 1852 — Београд, 24. октобар 1907) био је српски новинар и писац, један од оснивача и вођа Народне радикалне странке. Поред новинарства и писања, Тодоровић је остао забележен по томе што је први српски уредник сензационалистичке штампе.

## Биографија
Пореклом је из добростојеће породице из села Водица у околини Смедеревске Паланке. Студирао је педагогију у Цириху, али је није завршио. У раној младости био је један од првих присталица Светозара Марковића. Као бриљантан говорник, Тодоровић је одиграо важну улогу у придобијању великог броја присталица Радикалне странке. Због Тимочке буне 1883. године, био је затворен и осуђен на смрт, али му је та казна замењена робијом. Странка га је избацила из својих редова због тога што је, на захтев краља Милана, који га је ослободио казне, покушао радикале да упути у правцу споразума с напредњацима и краљем (1886).
Од тада се бавио искључиво новинарством, уређујући свој лист „Мале новине“, први информативно-сензационалистички лист у Србији, због чега је био изразито неомиљен.
Заједно са Чедомиљом Мијатовићем је измислио серију текстова о Креманском пророчанству.
Пошто је хомофобија и тада била врло снажна у Србији, и један угледни писац као Јанко Веселиновић оптужио је Тодоровића да је “једна врло гадна болест друштвена... Један назадњак и у умном и у моралном и у сексуалном смислу”, због чега га је Тодоровић тужио. Занимљиво је да cе и његова друга жена (прва Милица Нинковић је преминула) придружила оптужбама о Тодоровићевој хомосексуалности.

## Књижевност
У књижевности се највише бавио историјским темама и преводио је руског писца Николаја Гавриловича Чернишевског. Власник и уредник је Великог народног календара у сликама под именом Смиљевац од 1893. године. Календар је био изузетно садржајан.

## Дела
- Живот и трулеж један редић из науке од друштву (1882)
- Уништење естетике (1882)
- Силазак с престола - роман (1889)
- Из прошлости - успомене (1895)
- Карађорђе - Смрт Карађорђева (1924)
- Дневник једног добровољца (1938) дневник из српско турских ратова, са фронта
- Листови из "Хајдучије" (1985)
- Изабрани списи - друштво и политика (1986)
- Изабрани списи 2 - књижевност (1986)
- Крвава година (1991)
- Огледало зраке из прошлости (1904, репринт 1997)
- Српска ствар у Старој Србији/Успомене на краља Милана (1997)
- Писма - личности и личност (2000)